# Ubstadt-Weiher
Ubstadt-Weiher est une commune de Bade-Wurtemberg (Allemagne), située dans l'arrondissement de Karlsruhe, dans l'aire urbaine Mittlerer Oberrhein, dans le district de Karlsruhe.

## Géographie
Ubstadt-Weiher se situe à 57,4 km de la frontière franco-allemande et se compose de quatre districts :
- Ubstadt (4342 hab.) ;
- Weiher (3630 hab.) ;
- Stettfeld (2200 hab.) ;
- Zeutern (2768 hab.).

La rivière Kraichbach passe par Ubstadt-Weiher.
Il y a aussi un lac, le lac Hardtsee qui a pour diamètre : 800/600 mètres et 15 mètres de profondeur.

## Transports
À Ubstadt, il y a des trains régionaux. Ils passent par la ligne S3 et S4 et viennent de plusieurs villes comme Karlsruhe et Heidelberg. Pour aller à Ubstadt en voiture on doit passer par l'autoroute A5 ou la route Nationale 3. Il existe aussi un service de bus dans la ville.

## Jumelage
Ubstadt-Weiher est jumelée avec :
- Nünchritz (Allemagne) depuis 1990
- Montbard (France) depuis 1991
- Csolnok (Hongrie) depuis 1998

## Sport
La localité abrite entre autres les équipes suivantes.
| Sport                   | Club                 | Lieu                          | Division     |
| ----------------------- | -------------------- | ----------------------------- | ------------ |
| Football                | Fc Weiher            | Haubstraße 172                | 1re Division |
| Handball                | SG HaWei             | Hebelstraße.2                 | Pro A        |
| Fitness                 |                      | \| OT Ubstadt Bahnhofstr.2 \| |              |
| Athlétisme              |                      | OT Ubstadt                    |              |
| Danse                   | Tanzsportgemeinschaf | Hunterstraße.27               |              |
| Motoball                | MSC Ubstadt-Weiher   | Ubstadt-Weiher                |              |
| OT Ubstadt Bahnhofstr.2 |                      |                               |              |

## Personnalités liées à la ville
- Reinmar von Zweter (1200-1248), poète né à Zeutern.
- Jean Michel Geither (1769-1834), général né à Ubstadt.